# Udima
Udima, ex-Hacienda Udima o Udima Ayacos es un pueblo de Cajamarca, ubicado en la provincia de Santa Cruz, distrito de Catache, en el Perú. 
Antiguamente era una hacienda que perteneció a la familia Iglesias, posteriormente a Vda. de Piedra e hijos, empresa industrial que manufacturaba productos lácteos, café, ron, azúcar, entre otros.
En la actualidad también es conocida por dar nombre a la Zona Reservada de Udima, parte del Sistema Nacional de Áreas Protegidas del Perú.

## Geografía

### Ubicación
Udima se encuentra ubicado en el alto Valle del Zaña, entre los ríos San Lorenzo, Chancay y el río Zaña, formando parte de la hermosa geografía Cruceña a un altitud aproximada de 2555 m s. n. m.

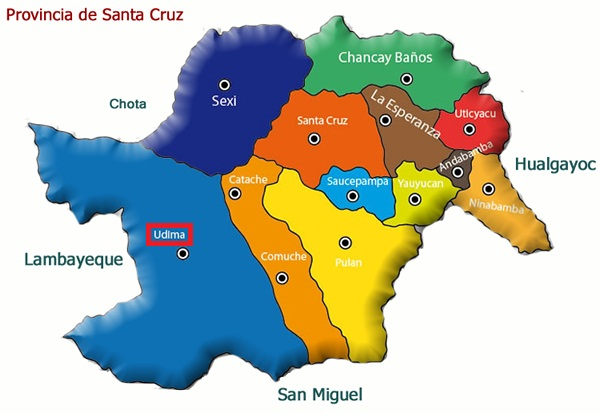
Mapa de Santa Cruz

### Límites
- Este  : Comuche, Catache.
- Oeste : Chongoyape, Oyotún.
- Norte : Llama, Sexi.
- Sur   : La Florida, Niepos.